# Kendra Chéry
Kendra Chéry (Les Abymes, 16 luglio 2001) è una cestista francese.

## Carriera
Con la Francia ha disputato i Campionati mondiali del 2022.